# Scratch (Musiker)
Kyle „Scratch“ Jones (* in Camden, New Jersey) ist ein US-amerikanischer Hip-Hop-Musiker. 

## Leben
Jones war einer der ersten Beatboxer, die mit dem Mund in musikalischer Weise Scratchgeräusche imitierte, was ihm auch seinen Spitznamen eingebracht hat. Bekannt ist er vor allem durch die Hip-Hop-Band The Roots, bei der er seit 1998 als DJ für die Live-Auftritte fungierte. 2003 verließ er jedoch die Band und tourt seitdem solo durch die Welt. Bei seinem 2007 erscheinenden Album Loss 4 Wordz wirkten unter anderem Kanye West, Musiq und die Gorillaz mit.
Im Kinofilm Bamboozled (2000) von Spike Lee mit Damon Wayans, Jada Pinkett Smith und Michael Rapaport wirkte er ebenso mit wie Marc Levins Film Brooklyn Babylon aus dem Jahr 2001.

## Diskografie

### Alben
- 2002: The Embodiment of Instrumentation
- 2009: Loss 4 Wordz